# Sjan van Dijk
Sjan van Dijk, född 4 februari 1964, är en holländsk bågskytt. Hon deltog vid olympiska sommarspelen 1992.